# Ꝅ
La K con trazo y trazo diagonal (Ꝅ, ꝅ) es una letra del alfabeto latino, derivada de K con la adición de barras a través del trazo ascendente y la pierna.

## Uso
Esta letra se utiliza en los textos medievales como abreviatura de karta y kartam, documento o escrito. También se utilizó como abreviatura de "Kalendas" a finales del siglo X. La misma función también podría ser realizada por "K con barra" (Ꝁ, ꝁ), o "K con barra diagonal" (Ꝃ, ꝃ).

## Codificación
La K mayúscula y minúscula con trazo y trazo diagonal están codificadas en Unicode a partir de la versión 5.1, con los códigos U+A744 y U+A745.